# Beatrice Wanjiku
Beatrice Wanjiku, là một nghệ sĩ trừu tượng và hình ảnh người Kenya, hoạt động độc lập ở Nairobi, thủ đô của Kenya.

## Giáo dục và giáo dục sớm
Beatrice được sinh ra ở Khu vực Ngong Hills năm 1978. Sau khi theo học tại các trường tiểu học và trung học địa phương, cô được nhận vào Học viện Mỹ thuật Buruburu, ở Buruburu, một khu phố ở Nairobi, thủ đô của Kenya. Năm 2002, cô tốt nghiệp Văn bằng Mỹ thuật.

## Sự nghiệp
Công việc của cô được chia thành các giai đoạn riêng biệt (a) Giai đoạn tử vong (b) Giai đoạn X-Ray (c) Giai đoạn trải nghiệm của Mỹ (d) Giai đoạn hướng nội.
Giai đoạn tử vong
Giai đoạn này phản ánh cảm nhận cá nhân của Beatrice về sự mất mát cá nhân sâu sắc, sau cái chết của mẹ cô, người mà cô rất thân thiết.
Giai đoạn X-Ray
Trong giai đoạn này, cô ấy xuất hiện để lột bỏ phần bên ngoài của đối tượng của mình và nhìn thẳng vào "chính tâm hồn của đối tượng".
Giai đoạn trải nghiệm của Mỹ
Trong thập kỷ thứ hai của thế kỷ 21, Beatrice đã dành ba tháng ở bang Vermont ở Hoa Kỳ. Chuyến thăm của cô trùng hợp với Phong trào Chiếm phố Wall. Giai đoạn nghệ thuật này của cô liên quan đến công việc với các mẩu báo được nhúng về chủ đề từ thời kỳ này.
Giai đoạn nội tâm
Giai đoạn này tiếp tục tìm kiếm linh hồn và ý nghĩa bên trong. Một phần trong giai đoạn này là "Sự kỳ lạ của sự điên rồ của tôi" và một phần khác cho thấy răng đang khóc.

## Xem xét khác
Beatrice Wanjiku đã trưng bày tác phẩm của mình trong các phòng trưng bày và triển lãm công cộng và tư nhân trên phạm vi quốc tế.